# Philipp Obenauer
Philipp Obenauer (* 8. Dezember 1889 in Nieder-Flörsheim; † 11. Juni 1966 ebenda) war ein hessischer Politiker (DDP) und ehemaliger Abgeordneter des Landtags des Volksstaates Hessen in der Weimarer Republik.
Philipp Obenauer war der Sohn des Küfermeisters und Gastwirts Georg Obenauer und dessen Frau Magdalena geborene Grün. Er war mit Wilhelmine Margaretha Elisabetha geborene Höbel verheiratet und evangelischer Konfession.
Philipp Obenauer studierte in Heidelberg und arbeitete bis 1914 als Journalist. Später war er Landwirt in Nieder-Flörsheim.
Philipp Obenauer gehörte 1921 bis 1923 dem Landtag an. Sein Nachfolger im Landtag wurde Johann Schreiber.